# Mitrídates VI
Mitrídates VI (Griego: Μιθριδάτης), (132 a. C. – 63 a. C.), llamado Eupator Dionysius, también conocido como Mitrídates el Grande, rey del Ponto desde el 120 a. C. hasta su muerte, en 63 a. C., en Asia Menor. Fue uno de los enemigos más formidables y exitosos de Roma, y luchó consecutivamente contra tres de los más grandes generales de finales de la República: Sila, Lúculo y Pompeyo.

## Etimología
Mitrídates es la adaptación al griego del nombre persa Mihrdāt, que es traducible al español como "Enviado de Mitra", el antiguo dios del Sol iranio. En la Antigüedad se emplearon dos ortografías alternativas para anotarlo: las inscripciones griegas optaron por Mitrádates, en tanto que los romanos prefirieron Mitrídates.

## Ancestros, familia y primeros años de vida

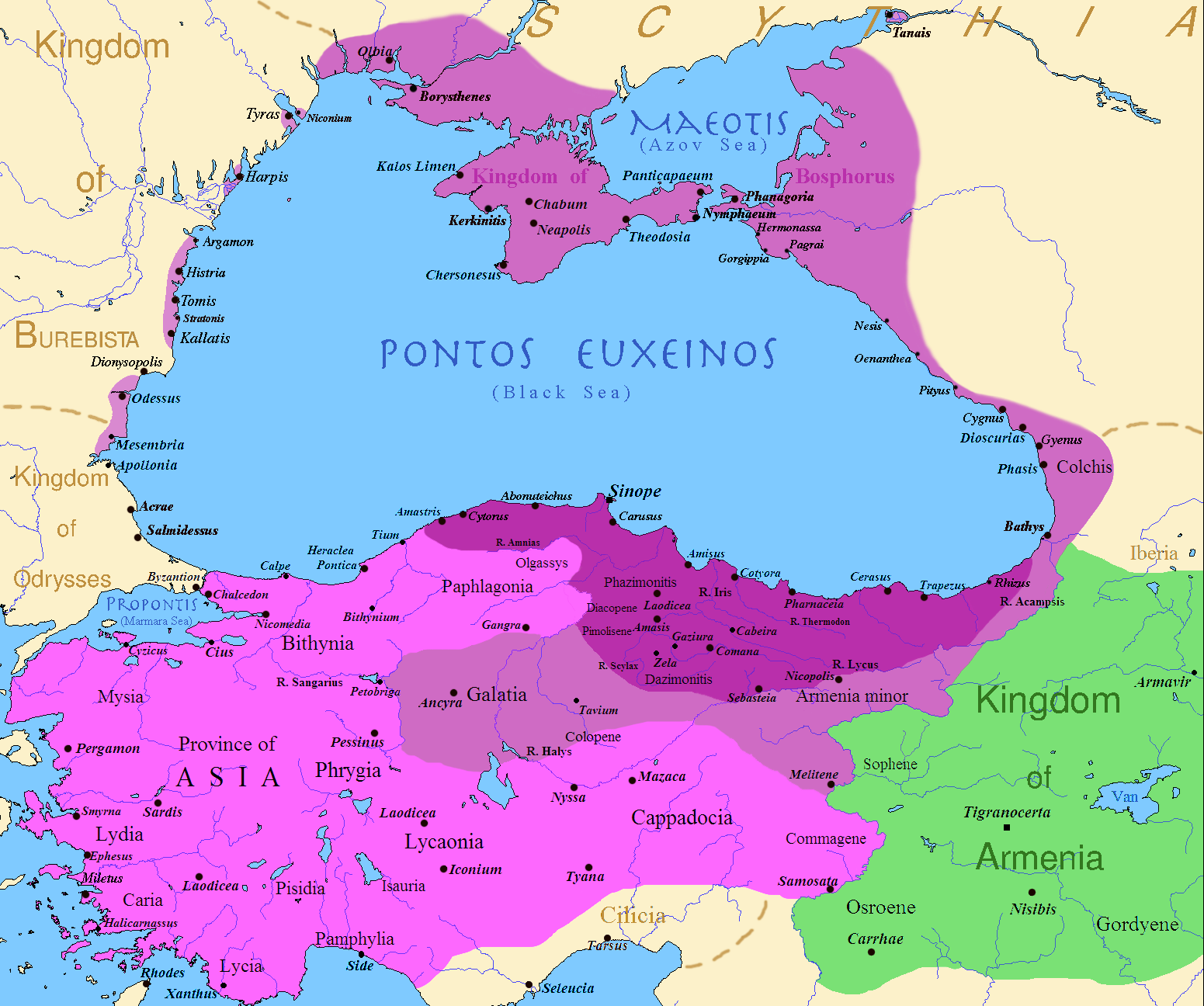
Mapa del Reino del Ponto antes del reinado de Mitrídates VI (púrpura oscuro), después de sus conquistas (púrpura) y después de sus conquistas en la Primera Guerra Mitrídica (rosa), incluido el aliado del Ponto, el Reino de Armenia (verde)

Mitrídates Eupátor Dionisio en griego, Μιθραδάτης, Εὐπάτωρ Δῐόνῡσος, fue un príncipe de ascendencia mixta persa y griega. Afirmaba descender de Ciro II el Grande, la familia de Darío el Grande, el regente Antípatro, los generales de Alejandro Magno, así como de los reyes posteriores Antígono I Monóftalmos y Seleuco I Nicátor.
Mitrídates nació en la ciudad póntica de Sinope, en la costa del Mar Negro de Anatolia, y fue criado en el Reino del Ponto. Fue el primer hijo varón de Mitrídates V Evergetes y Laódice VI (reinó entre 150 y 121 a. C.). Su padre, Mitrídates V, era príncipe e hijo de los antiguos monarcas pónticos Farnaces I del Ponto y su prima-esposa Nisa. Su madre, Laódice VI, era una princesa seléucida e hija de los monarcas seléucidas Antíoco IV Epífanes y su hermana-esposa Laódice IV.[cita requerida]
Mitrídates V fue asesinado hacia el 120 a. C. en Sinope, envenenado por desconocidos en un fastuoso banquete que celebró. Dejó el reino al gobierno conjunto de su viuda Laódice VI, y sus hijos mayor Mitrídates VI, y menor Mitrídates Chrestus. Ni Mitrídates VI ni su hermano menor eran mayores de edad, y su madre conservó todo el poder como regente por el momento. La regencia de Laódice VI sobre el Ponto fue del 120 a. C. al 116 a. C. (incluso quizás hasta el 113 a. C.) y favoreció a Mitrídates Chrestus frente a Mitrídates. Durante la regencia de su madre, Mitrídates escapó de los complots de su madre contra él y se escondió.[cita requerida]
Mitrídates salió de su escondite y regresó al Ponto entre 116 y 113 a. C. y fue aclamado como rey. Para entonces se había convertido en un hombre de considerable estatura y fuerza física. Podía combinar una energía y determinación extraordinarias con un talento considerable para la política, la organización y la estrategia. Mitrídates destituyó a su madre y a su hermano del trono, encarcelando a ambos, convirtiéndose en el único gobernante del Ponto. Laódice VI murió en prisión, aparentemente por causas naturales. Mitrídates Chrestus pudo haber muerto también en prisión, o haber sido juzgado por traición y ejecutado. Mitrídates dio a ambos funerales reales. Mitrídates tomó a su hermana menor Laódice, de 16 años, como su primera esposa. Sus objetivos al hacerlo eran preservar la pureza de su linaje, solidificar su reclamo al trono, cogobernar sobre el Ponto, y asegurar la sucesión a sus hijos legítimos.[cita requerida]

## Reinado
Empezó a reinar en el año 112 a. C., cuando tenía  él unos veinte. Rodeado de consejeros griegos y contando con un poderoso ejército, retomó de inmediato la política expansionista de su padre.

Oriente Próximo en el 89 a. C.

A Mitrídates se unió también gran parte de Grecia: los griegos, que en el pasado habían sorteado el peligro de la invasión de los persas, se aliaron ahora con los orientales gobernados por un rey que reivindicaba sus raíces persas. Fue ambicioso, y trató de conquistar muchos reinos, incluido Bitinia, lo cual le llevó a un conflicto con la República romana, en plena expansión.
Tras conquistar el oeste de la península de Anatolia en el año 88 a. C., Mitrídates VI ordenó la matanza de los ciudadanos romanos que ahí vivían. Provocó la matanza de 80 000 ciudadanos, hombres, mujeres y niños, y atrajo con ello la ira de Roma. Tras la primera guerra mitridática, entre el año 88 a. C. y el 84 a. C., Lucio Cornelio Sila venció a Mitrídates y lo expulsó de Grecia, pero después tuvo que volver a Italia para enfrentarse a la revuelta de Cayo Mario. Esto permitió a Mitrídates firmar una paz temporal, durante la cual pudo prepararse para continuar la contienda conocida como Tratado de Dárdanos.

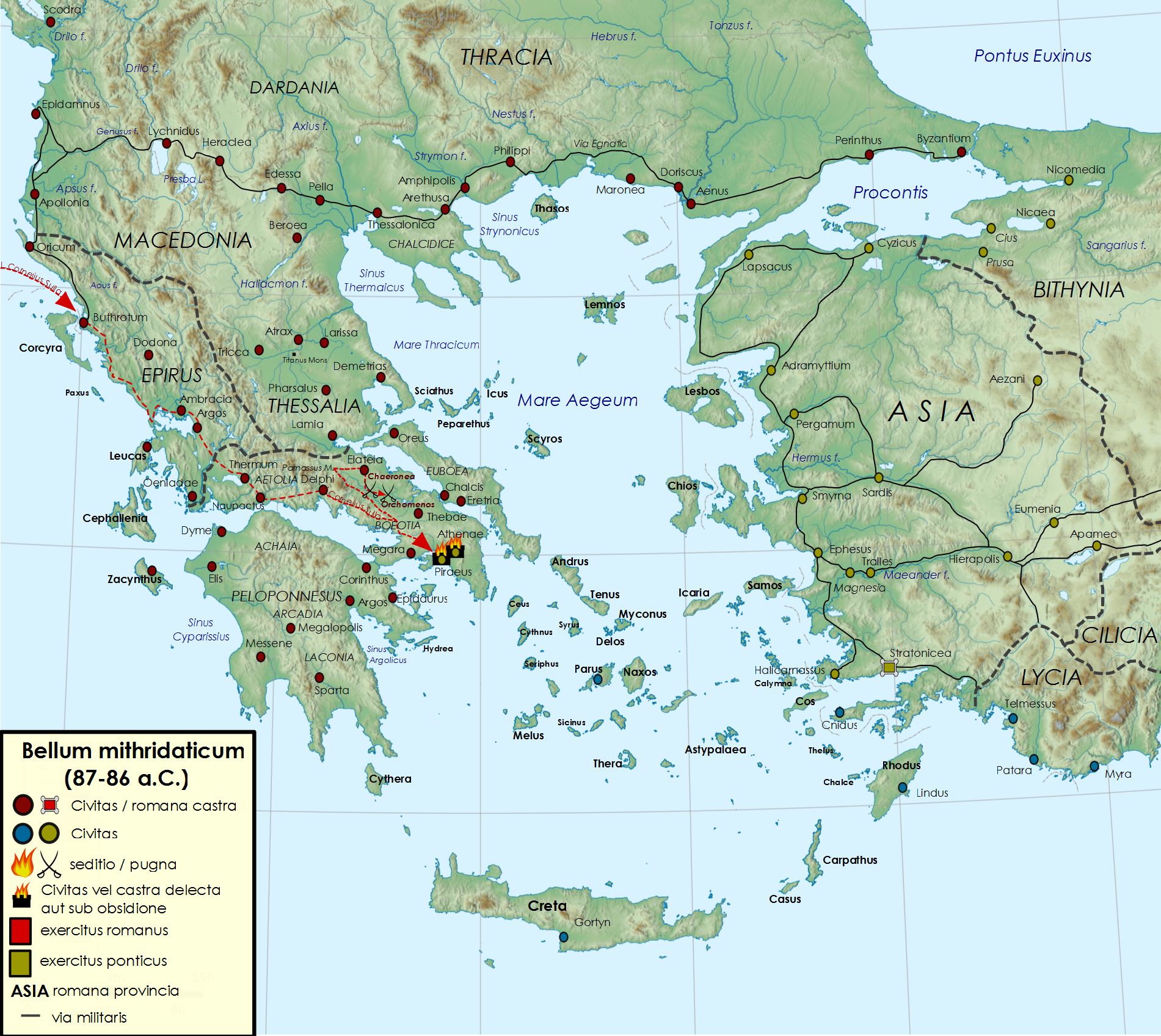
Las guerras mitridáticas de

Mitrídates reagrupó a sus fuerzas, y cuando Roma quiso anexionarse Bitinia, atacó con un ejército aún mayor, llevando a la segunda guerra mitridática en los años 83 a 81 a. C. Se enfrentó primero a Lucio Licinio Lúculo, y después a Cneo Pompeyo Magno, quien finalmente lo derrotó en la tercera guerra mitridática que duró entre los años 75 y 65 a. C.
Tras su derrota, Mitrídates huyó y trató de levantar un nuevo ejército, pero no lo logró. En el año 63 a. C., huyó a Panticapea, donde fue forzado por su hijo Farnaces II a suicidarse.

## Gobernanza

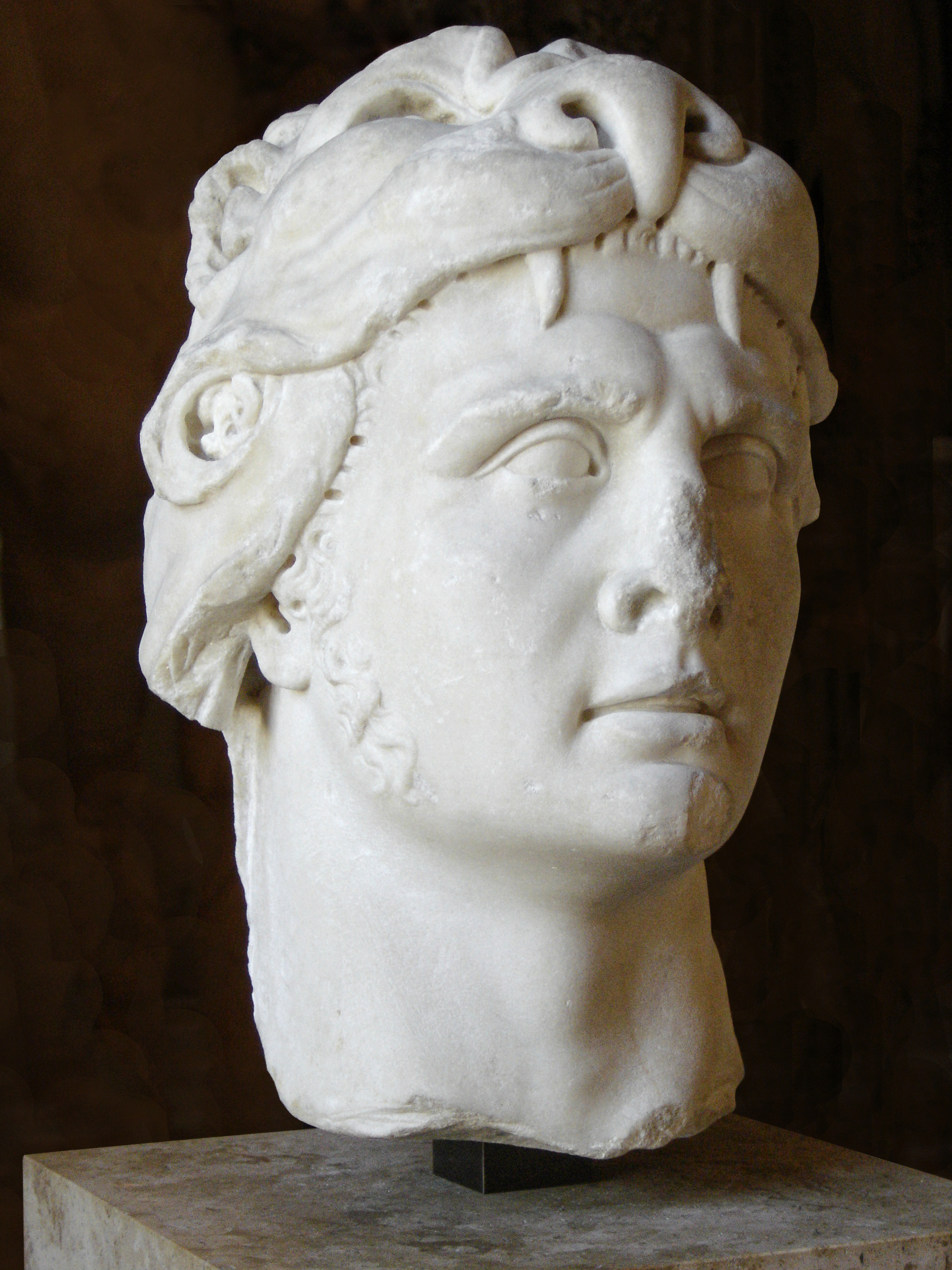
Retrato de Mitrídates como Heracles, época imperial romana.

Mientras que sus antepasados persiguieron el filohelenismo como medio para alcanzar respetabilidad y prestigio entre los reinos helenísticos, Mitrídates VI hizo uso del helenismo como herramienta política. Griegos, romanos y asiáticos eran bienvenidos en su corte.  Como protector de las ciudades griegas del Mar Negro y de Asia contra la barbarie, Mitrídates VI se convirtió lógicamente en protector de Grecia y de la cultura griega, y utilizó esta postura en sus enfrentamientos con Roma. Estrabón menciona que Quersoneso cedió ante la presión de los bárbaros y pidió a Mitrídates VI que se convirtiera en su protector (7.4.3. c.308). El símbolo más impresionante de la aprobación de Mitrídates VI con Grecia (Atenas en particular) aparece en Delos: un heroon dedicado al rey póntico en 102/1 a. C. por el ateniense Helianax, sacerdote de Poseidón Aisios.  Una dedicatoria en Delos, por Dicaeus, sacerdote de Sarapis, fue hecha en 94/93 a. C. en nombre de los atenienses, romanos y del "rey Mitrídates Eupator Dionisio".ref>McGing, pp. 91-92</ref> Los estilos griegos mezclados con elementos persas también abundan en las Monedas pónticas oficiales - Perseo era favorecido como intermediario entre ambos mundos, Oriente y Occidente.
Seguramente influido por Alejandro Magno, Mitrídates VI amplió su propaganda de "defensor" de Grecia a "gran libertador" del mundo griego a medida que la guerra con la República Romana se hacía inevitable. Los romanos se tradujeron fácilmente en "bárbaros", en el mismo sentido que el Imperio persa durante las guerra con Persia en la primera mitad del siglo V a. C. y durante la campaña de Alejandro. Nunca se sabrá cuántos griegos estuvieron realmente de acuerdo con esta afirmación. Sirvió a su propósito; al menos en parte gracias a ella, Mitrídates VI pudo librar la Primera Guerra con Roma en suelo griego, y mantener la lealtad de Grecia. Su campaña por la lealtad de los griegos fue ayudada en gran medida por su enemigo Sulla, que permitió a sus tropas salvar la ciudad de Delfos y saquear muchos de los tesoros más famosos de la ciudad para ayudar a financiar sus gastos militares.

## Leyenda
La vida de Mitrídates VI está envuelta en relatos de tintes semilegendarios: en el año de su nacimiento y en el de su ascensión al trono, apareció en el cielo un cometa durante setenta días; se afirma que a la muerte de su padre Mitrídates V, siendo todavía un niño, hubo de huir temiendo por su vida, llevando durante siete años una vida salvaje, y no regresó sino para asesinar a su madre Gespaepyris y a su hermano Mitrídates Chrestos (el Ungido), pero no a su hermana Laódice, con la que se casó.
Plinio el Viejo, en su Naturalis Historia, hace referencia a su habilidad para los idiomas: 

Mitrídates, que fue rey de veintidós naciones, administró sus leyes en todos sus idiomas, y podía hablar cada uno de ellos sin emplear intérprete.

Sin embargo, la leyenda más conocida es la de su resistencia a los venenos: en un intento por protegerse de posibles envenenamientos, acostumbraba a experimentar los efectos de los tóxicos con delincuentes convictos y consigo mismo, buscando un antídoto que lo mantuviera a salvo de posibles intentos de asesinato, lo cual encontró en el mitridato, una triaca que mezclaba de sustancias vegetales y animales atribuida a su invención y que le permitió inmunizarse. Según cuenta Apiano en Historia romana (XVI, 111), cuando fue derrotado por Pompeyo, Mitrídates VI intentó suicidarse ingiriendo veneno para evitar su captura por los romanos, pero al estar inmunizado debió recurrir a uno de sus oficiales para que le provocase la muerte a espada. Dión Casio, Marco Juniano Justino y Paulo Orosio, también hacen referencia a su resistencia al veneno. Aulio Cornelio Celso, enciclopedista romano del siglo I a. C., recogió en su obra De Medicina la composición del Mitridato o Mithridatium.

## Arte y literatura
La vida de Mitrídates VI fue argumento para varias obras artísticas:
- Mithridate, tragedia estrenada en 1673, escrita por el francés Jean Racine;
- Mitridate, re di Ponto, ópera de Wolfgang Amadeus Mozart de 1770;
- Colleen McCullough, escritora australiana, lo retrataría en La corona de hierba (1991).
- Michael Curtis Ford, novelista estadounidense, lo haría protagonista de su obra The Last King (El Último Rey) (2005);

La ciudad de Eupatoria, en Crimea (Ucrania), se nombra así en su honor.

## Enlaces externos

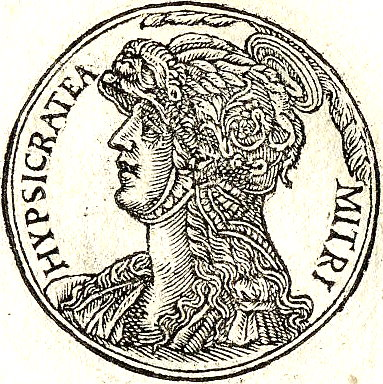
Efigie de Hpsicratea en una medalla del Promptuarii Iconum Insigniorum (1553), de Guillaume Rouillé.